# Malin Holta
Malin Holta (født 9. Februar 1993) er en norsk håndboldspiller som spiller i Sola HK og Norges håndboldlandshold.